# Hrabstwo Russell (Wirginia)

Piramida wieku hrabstwa

Hrabstwo Russell – hrabstwo w USA, w stanie Wirginia, według spisu z 2000 roku liczba ludności wynosiła 30 308. Siedzibą hrabstwa jest Lebanon.

## Geografia
Według spisu hrabstwo zajmuje powierzchnię 1235 km², z czego 1230 km² stanowią lądy, a 5 km² – wody.

### Miasta
- Cleveland
- Honaker
- Lebanon
- St. Paul

### CDP
- Castlewood
- Dante
- Raven